# Dove sei (Neffa)
Dove sei è un singolo del cantautore italiano Neffa, pubblicato il 16 agosto 2013 come terzo estratto dal settimo album in studio Molto calmo.

## Descrizione
Scritto e prodotto dallo stesso Neffa, il testo di Dove sei parla del ricordo di una relazione ormai giunta al capolinea e della ricerca della persona amata.
Del brano esiste anche una versione cantata in duetto con il rapper Ghemon ed inserita nell'edizione speciale di Molto calmo venduta sull'iTunes Store.

## Successo commerciale
Come i precedenti singoli, anche Dove sei ha ottenuto un ottimo riscontro radiofonico ed è entrato dopo pochi giorni nella classifica dei brani più trasmessi dalle radio italiane, risultando il settantacinquesimo singolo più trasmesso del 2013.
Nel mese di dicembre 2013 il singolo è stato certificato disco d'oro dalla FIMI per aver venduto oltre 15 000 copie. Ad ottobre 2017, raggiungendo le 50 000 copie vendute, il singolo è stato certificato disco di platino.

## Classifiche
| Classifica (2013) | Posizione massima |
| ----------------- | ----------------- |
| Italia            | 24                |